# Gerhard T. Buchholz
Gerhard Traugott Buchholz (* 1. Januar 1898 in Mockrau, Landkreis Neustadt O.S.; † 30. November 1970 in Berlin) war ein deutscher Schriftsteller, Filmregisseur und Drehbuchautor.

## Leben
Er studierte Malerei an der Kunstakademie Königsberg. Nach seinem dortigen Abschluss als Maler und Bühnenbildner arbeitete er am Theater in Königsberg. Auch in späteren Jahren blieb Buchholz als Maler aktiv.
Zu Beginn der 1930er Jahre begann er sich schriftstellerisch zu betätigen. Ab 1937 schrieb er Drehbücher, meistens für harmlose Filmkomödien. Als Co-Autor war er jedoch auch an der antisemitischen Produktion Die Rothschilds beteiligt. Er verfasste darüber hinaus einen mit Bildern versehenen „Tatsachenbericht“ zu diesem Film.
Nach dem Krieg versuchte er sich zweimal als Regisseur und mit seiner Kölner Occident Film Produktion GmbH als Produzent. Wiederholt thematisierte er dabei Probleme im geteilten Deutschland. Bei den Internationalen Filmfestspielen Berlin 1958 gehörte er der Jury an.

## Werke
- 1935: Das Goldene Tor. Roman
- 1939: Spiel im Ernst. Komödie
- 1940: Die Rothschilds
- 1941: Das Band. Schauspiel in 3 Akten
- 1942: Der Hässliche. Komödie in 3 Akten
- 1942: Die Karlsschüler. Schauspiel in 6 Bildern
- 1945: Kibiw. Lustspiel
- 1949: Reich Gottes auf Erden. Schauspiel in 2 Zeiten

## Filmografie als Drehbuchautor
| - 1937: Die Stimme des Herzens - 1938: Adresse unbekannt - 1938: Konzert in Tirol - 1938: Der Hampelmann - 1939: Die drei Smaragde (Kurzfilm) - 1940: Die Rothschilds - 1941: Unser kleiner Junge - 1941: Kleine Mädchen – große Sorgen - 1942: Stimme des Herzens - 1943: Wildvogel - 1944: Die Zaubergeige | - 1944: Warum lügst Du, Elisabeth? - 1944/49: Der Posaunist - 1945: Das alte Lied - 1949: Amico (auch Regie) - 1950: 0 Uhr 15 Zimmer 9 - 1952: Postlagernd Turteltaube (auch Regie und Produktion) - 1953: Weg ohne Umkehr (Produktion) - 1954: Die goldene Pest (Produktion) - 1956: Viele kamen vorbei (auch Produktion) - 1963: Durchbruch Lok 234 |